# Mukura Victory Sports Football Club
Actualités
Le Mukura Victory Sports Football Club est un club rwandais de football basé à Butare.

## Histoire
Le club se classe à plusieurs reprises sur le podium du championnat de première division, notamment en 2011-2012, 2015-2016 et enfin 2018-2019, où il finit à chaque fois troisième.
Le club participe à cinq reprises à la Coupe des coupes, en 1982, 1987, 1988, 1993 et 2001. Il prend également part à deux reprises à la Coupe de la CAF, en 1994 puis en 2000. Enfin, il dispute la Coupe CECAFA des clubs 2000, et la Coupe de la confédération 2018-2019.

## Palmarès
- Coupe du Rwanda (5)
  - Vainqueur (5): 1978, 1986, 1990, 1992, 2018
  - Finaliste (4): 1987, 1999, 2005, 2009

- Supercoupe du Rwanda
  - Finaliste : 2018